# Theta del Serpentari

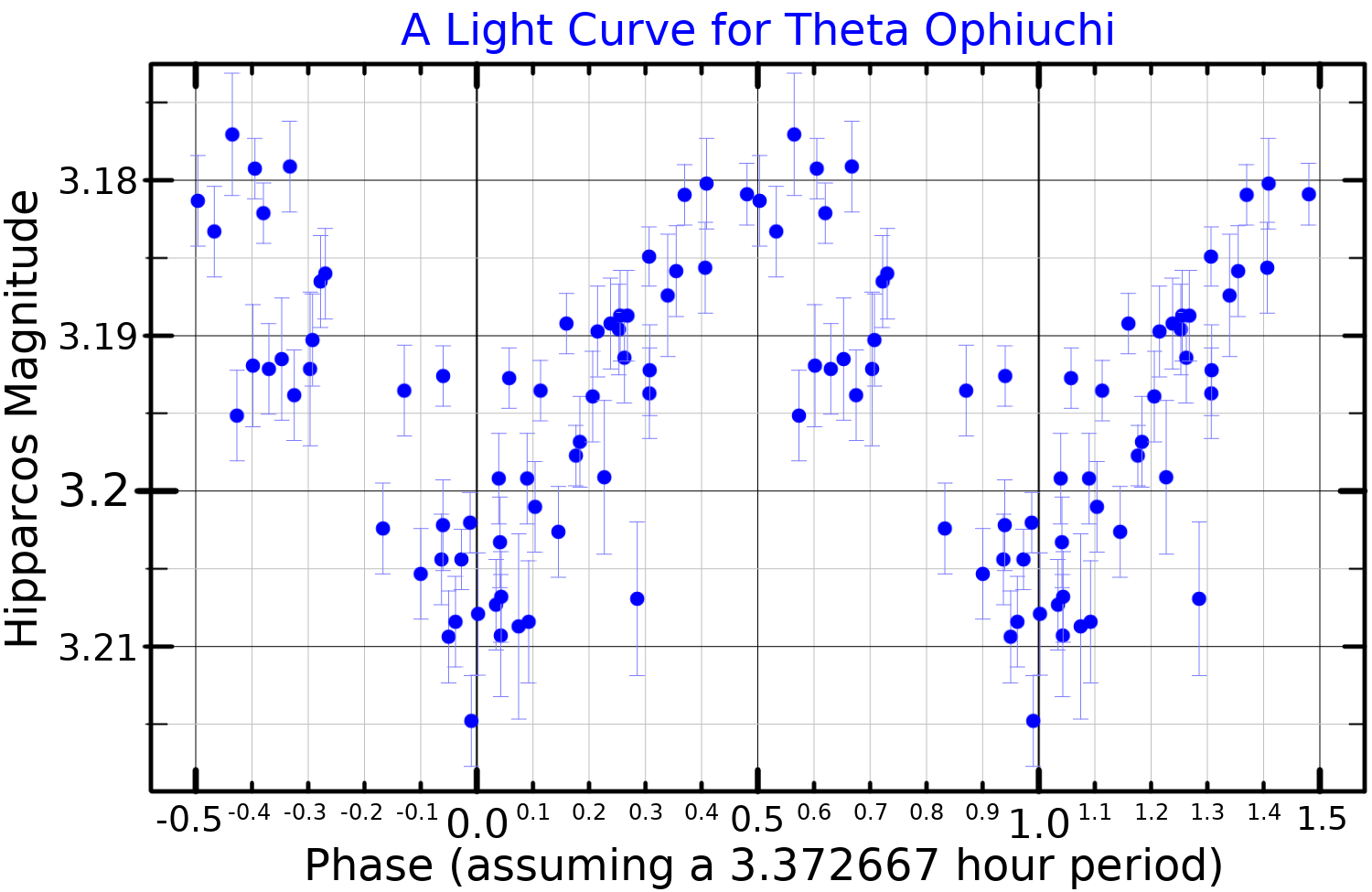
Corba de llum de Theta Ophiuchi.

Theta del Serpentari (θ Ophiuchi) és un estel en la constel·lació del Serpentari. De magnitud aparent +3,25, està situada a 563 anys llum del Sistema Solar.
Al costat de ξ Ophiuchi en Sogdiana era coneguda com a Wajrik, el mag. Aquests dos estels i η Ophiuchi rebien els noms coptes de Tshiō, la serp, i Aggia, el mag.
Theta del Serpentari és un calent subgegant blau de tipus espectral B2 IV amb una la temperatura superficial de 22.500 K. Considerant una important quantitat d'energia emesa com a llum ultraviolada, la seva lluminositat és 11.500 vegades major que la lluminositat solar. El seu radi és 7,3 vegades més gran que el del Sol i rota amb una velocitat projectada de 31 km/s —si bé el valor real pot ser significativament major—, implicant un període de rotació igual o inferior a 11 dies. Com subgegant que és, està acabant la fusió del seu hidrogen intern, i en un futur evolucionarà cap a un gegant vermell de grandària considerablement major. La seva massa, entre 9 i 10 masses solars, la situa en el límit entre els estels que conclouen els seus dies com a nans blancs massius i aquells que acaben esclatant.
Theta del Serpentari és un estel variable Beta Cephei, sent Murzim (β Canis Majoris) i Hadar (β Centauri) dos exemples notables dins d'aquest grup. La lluentor de Theta del Serpentari oscil·la 0,04 magnituds en un curt període de 3,37 hores. Així mateix, Theta del Serpentari és un binari espectroscòpic amb un període orbital de 11,44 dies. L'estel acompanyant està separat ~0,25 ua de l'estel principal. Pot haver-hi un o dos estels més associats al sistema.